# Aplomerus tibialis
Aplomerus tibialis är en stekelart som först beskrevs av Léon Abel Provancher 1885.  Aplomerus tibialis ingår i släktet Aplomerus och familjen brokparasitsteklar. Inga underarter finns listade i Catalogue of Life.